# Unterschleißheim
Unterschleißheim (pronunciación en alemán: /ʊntɐˈʃlaɪ̯shaɪ̯m/ⓘ) es una ciudad situada en el distrito de Múnich, en el estado federado de Baviera (Alemania), con una población a finales de 2023 de unos 31,009 habitantes.
Se encuentra ubicada al sur del estado, en la región de Alta Baviera, cerca de la ciudad de Múnich y de la orilla del río Isar —un afluente derecho del Danubio—.